# Troglohyphantes aldae
Troglohyphantes aldae este o specie de păianjeni din genul Troglohyphantes, familia Linyphiidae, descrisă de Carlo Pesarini în anul 2001.
Este endemică în Italia. Conform Catalogue of Life specia Troglohyphantes aldae nu are subspecii cunoscute.